# Daniel Dusæus
Daniel Dusæus, född 1641 i Växjö, död 15 september 1678, var en svensk präst.

## Biografi
Daniel Dusæus föddes 1641 i Växjö. Han var som till domprosten Herman Dusæus och Elisabeth Lundebergius. Dusæus blev 4 oktober 1656 student vid Uppsala universitet och avlade magisterexamen 16 december 1664. Han prästvigdes i Uppsala domkyrka 1666 och blev huspredikant hos riksmarskalken Gabriel Oxenstierna. Den 1 mars 1672 blev han hovpredikant hos drottningen Hedvig Eleonora av Holstein-Gottorp. Dusæus var från 1672 till 1673 ambassadpredikant med Clas Tott i Frankrike. Han blev 19 april 1676 kyrkoherde i Riddarholmens församling, tillträde 1 maj 1676 och blev assessor i Stockholms konsistorium. Dusæus avled 1678 och begravdes 9 februari 1679 i Kimstads kyrka.

### referenser
1. 1 2 3 4 5 6 7 8 9 10 11  Gunnar Hellström, Stockholms stads herdaminne från reformationen intill tillkomsten av Stockholms stift : Biografisk matrikel, 1951, s. 533-534, läst: 21 november 2021.[källa från Wikidata]
2. ↑  Hellström, Gunnar (1951). Stockholms stads herdaminne från reformationen intill tillkomsten av Stockholms stift: biografisk matrikel. Monografier / utgivna av Stockholms kommunalförvaltning ; [11]. Stockholm: Stockholms kommunförvaltning. sid. 533-534. Libris 24465. https://runeberg.org/sthlmherd/0534.html